# Cristina Burneo
Cristina Burneo Salazar (Quito, 1977) es una escritora ecuatoriana.

## Biografía
Cristina Burneo Salazar Nació en el año de 1977 en Quito Ecuador. Burneo realizó sus estudios superiores en el 2003 en la Pontificia Universidad del Ecuador, donde obtuvo el título de licenciatura en comunicación  y literatura con mención en literatura. Tres años más tarde en el 2006 logró una Maestría  de Estudios de la Cultura, mención Literatura en la Universidad Andina Simón Bolívar Quito, y adquirió un doctorado (Ph.D.) en Literatura latinoamericana el 2011 en la Universidad de Maryland, College Park, Estados Unidos, Beca “campus wide” de disertación doctoral Mary S. Snouffer. Hizo estudios posdoctorales en la Universidad de Lovaina, Bruselas, en calidad de becaria de la Liga Coimbra, en poesía vanguardista.
En el 2001 bajo la dirección de Frank Holl historiador de las ciencias lanzó su primera edición colombo-ecuatoriana-alemana, titulada "El Regreso de Humboldt", debido al bicentenario de la llegada de A. Von Humboldt a Ecuador. A su vez tradujo del inglés al español un conjunto de ensayos sobre Federico García Lorca.  Forma parte del consejo editorial  de la revista de ensayo y poesía  “País secreto”, trabaja en el instituto de cultura de Asociación Humboldt-Centro Goethe de Quito y ha publicado poesía en varias revistas ecuatorianas.
En el 2001 recibió el Premio Aurelio Espinosa Pólit, otorgado por la Pontificia Universidad Católica del Ecuador, por el ensayo El Sueño de Pierre Menard.
Desde 2015 se desempeña como docente de posgrado en la Universidad Andina Simón Bolívar, especializándose en Derechos Humanos, Estudios culturales y Letras. Fue miembro del comité de investigación de la Universidad Andina Simón Bolívar y miembro del comité del área de letras y estudios culturales de la misma universidad. Ha sido docente y escritora invitada en la Universidad de Cuyo, Argentina, para la maestría en Estudios Latinoamericanos; en la Universidad de São Paulo, Brasil, en el Departamento de Letras Modernas; en la Universidad Iberoamericana, en México; y en el Doctorado en Escritura Creativa en la Universidad de Houston, creado por Cristina Rivera Garza, donde obtuvo el premio María Jiménez para escritoras comprometidas en 2023 y donde ha desarrollado estancias y seminarios.  Algunos de sus textos en los géneros de la crónica y el ensayo están traducidos al francés, al inglés y al portugués. 
Fue parte de la Plataforma Nacional por los Derechos de las Mujeres, del Parlamento intercultural de mujeres, formado tras las revueltas de 2019, y es columnista especializada en justicia, derechos humanos y género, con frecuencia desde procesos sociales donde está implicada su escritura. Colabora en medios independientes nacionales e internacionales.

## Activismo
Cristina Burneo Salazar es cofundadora (2018) del colectivo Corredores Migratorios (www.corredoresmigratorios.com), que trabaja por la justicia migrante. Enfoca sus investigaciones en justicia y género. Es parte de movimientos sociales y ha trabajado como cronista social desde 2013 en problemas como el feminicidio, el extractivismo minero en territorios ancestrales, las migraciones, la violencia carcelaria, las nuevas derechas y la protesta social. En su trabajo, fusiona narrativa, ensayo y crónica. Un ejemplo es "Mujeres que narran la guerra", donde la autora abarca tanto la perspectiva social como la violación de derechos por parte del Estado.
La autora, escritora comprometida, cumple con un activismo constante por la defensa de los derechos de las mujeres y otras disidencias. Burneo establece una diferenciación entre el femicidio y feminicidio con respecto a la participación del Estado dentro de las acciones de prevención y la tipificación de un marco legal para penalizar estos casos; también establece la necesidad de la creación de un Estado laico donde no se sigan los patrones de género propuestos por la iglesia donde se considera a la mujer como un ser inferior con tendencias a la obediencia.

## Obra
En su ensayo "El Sueño de Pierre Menard" cuestiona las características esenciales de la traducción y los criterios usados para juzgar una traducción. Para ella uno de los más grandes  desafíos al momento de implementar la  traducción es la poesía: ya que el poema “no sólo se privilegia la música específica de una lengua sino que ésta despliega una infinita gama de ambigüedades, connotaciones, matices y juegos de sentido que no guardan relación unívoca con los elementos de ninguna otra lengua” (C. Burneo. 2001).
Comentarios a la obra:
- Mafe Moscoso sobre Historias de desobediencia. El Salto, 2023. https://osalto.gal/el-rumor-de-las-multitudes/cristina-burneo-la-palabra-la-desobediencia
- Gina Saraceni sobre Acrobacia del cuerpo bilingüe. Revista Caracol, Univ. de Sao Paulo, 2019. https://www.revistas.usp.br/caracol/article/view/159159
- Sara Uribe sobre Acrobacia del cuerpo bilingüe. Cuadernos del hipogrifo. México, 2019. https://www.revistaelhipogrifo.com/wp-content/uploads/2018/08/132-135.pdf
- Joseba Buj. Acrobacia dialéctica hacia un principio de esperanza: crítica, poética y toma de posición política en la obra de Cristina Burneo Salazar. https://www.elyra.org/index.php/elyra/article/view/240

## Publicaciones

### Libros
- 2001: El sueño de Pierre Menard. Quito, Planeta. Premio Nacional de Literatura Aurelio Espinosa Pólit, edición ensayo.

- 2012: En distancia infinita. Amistad y traducción en A. Gangotena. Quito: UASB.

- 2016: Dar piel. Quito: Trashumante. Entrevista a Jean-Luc Nancy, con R. Gordillo, R. Román y N. González, antecedido del ensayo “Piel esencial”, de Jean-Luc Nancy. Editora y traductora.

- 2017: Acrobacia del cuerpo bilingüe. La poesía de Alfredo Gangotena. Leiden: Almenara Press.

- 2023: Otra forma de besar: sobre poesía, lengua y fronteras como el cuerpo. México: Universidad Iberoamericana.

- 2023: Historias de desobediencia. Crónicas 2013-2021. Quito: Recodo Press. Liberado en www.desobediencia.net

- 2024: Podría decirse que ya su alma era de pólvora. Santiago de Chile: Palinodia.

- 2024: El taller de escritura. Ficción. Chiapas: Editorial Invertidas.

### Ensayo
- 2004: «¿Traducir Finnegans Wake?» Revista Kipus, núm. 18, Quito: UASB.

- 2006: «Cuerpo roto. Juan Montalvo y el cuerpo femenino del XIX», La cuadratura del círculo, Quito: Orogenia.

- 2008: “Incursión. Sobre Topología”. Fulguraciones del instante. Aproximaciones a la poesía de Iván Carvajal. Quito, Orogenia, 2008.

- 2013: «Césure et relativité. Acrobatie d’un corps à deux fronts», París : Crisol, No. 17. Université de Nanterre.

- 2014: “Historias de los puentes que no se han levantado”, Revista de la Universidad de Antioquia, abril-junio, nr. 316.

- 2016: “La vulnerabilidad como vida posible”, con Diego Falconí Trávez. Quito: Revista feminista Flor de Guanto.

- 2016: «Gombrowicz y su aparato fonador. El balbuceo como pirueta» El fantasma de Gombrowicz recorre la Argentina. N. Hochman ed. Buenos Aires, Heterónimos.

- 2016 “Descartes padre. Cuerpo en el interregno”. Vértigo. Quito: Turbina editorial.

- 2017: “Cuerpo geminado”. Cuerpo siamés. Quito: Turbina editorial.

- 2022: «Demonio o ninfa». Homenaje a Jorge Aguilar Mora. Quito-México-Maryland: Siamesa.

- 2023: «De mundos intermedios y ojos heridos». TURBAR LA QUIETUD. Gestos subversivos entre fronteras. University of Houston, Rice University, Gisela Heffes & Cristina Rivera Garza eds. Weston: katakana editores.

### Traducciones al español
- 2004: Ensayos sobre la obra de García Lorca, varios autores, Madrid: Istmo. Inglés y francés.

- 2008: “Se declaró la guerra”, Annie Saumont. Doce traductores latinoamericanos, Buenos Aires: Dédalus. Francés.

- 2010: Escritos satíricos y literarios, Juan Bautista Alberdi. Traducción del prefacio de Axel Gasquet, Buenos Aires: Ediciones del Valle. Francés.

### Proyectos creativos
- 2023: Derivas de desobediencia. Libro interactivo y proyecto sonoro en colaboración con Muégano Teatro, de Guayaquil, a partir del libro Historias de desobediencia.

### Poesía
- 2018: Pasos de frontera. Ediciones Surplus: Oaxaca. http://surplusediciones.com/articulo/pasos-de-frontera

- 2024: «Las niñas y las perlas». Antología de poesía latinoamericana de mujeres. México-Bogotá: Tristes Trópicos editorial.